# Corallancyla
Corallancyla är ett släkte av skalbaggar. Corallancyla ingår i familjen långhorningar.
Kladogram enligt Catalogue of Life:
| Corallancyla | \| \| Corallancyla durantoni \| \| \| \| \| \| Corallancyla neotropica \| \| \| \| |
|              | \| \| Corallancyla durantoni \| \| \| \| \| \| Corallancyla neotropica \| \| \| \| |
|              | Corallancyla durantoni                                                             |
|              |                                                                                    |
|              | Corallancyla neotropica                                                            |
|              |                                                                                    |